# Polissoir de Saintes
Le polissoir de Saintes est un polissoir, daté du Néolithique, situé à Saintes, en Charente-Maritime. Il a été classé au titre des monuments historiques en 1964.

## Situation
Le polissoir est situé 140 avenue Gambetta, dans le jardin du Musée éducatif de Préhistoire, à Saintes, en Charente-Maritime.

## Historique
Le polissoir a été classé au titre des monuments historiques par arrêté du 15 juillet 1964.